# Kappa tréma
Cette page contient des caractères spéciaux ou non latins. S’ils s’affichent mal (▯, ?, etc.), consultez la page d’aide Unicode.
Kappa tréma (capitale: Κ̈, minuscule: κ̈) est une lettre additionnelle grecque qui a été utilisée dans l’écriture du macédonien. Il s’agit de la lettre Κ diacritée d’un tréma.

## Utilisation
Le kappa tréma a été utilisé dans l’écriture du macédonien, notamment dans l’Évangéliaire de Kulakia.

## Représentations informatiques
Le kappa tréma peut être représente avec les caractères Unicode suivants (grec et copte, diacritiques):
| formes    | représentations | chaînes de caractères | points de code | descriptions                                     |
| --------- | --------------- | --------------------- | -------------- | ------------------------------------------------ |
| capitale  | Κ̈               | Κ◌̈                    | U+039A U+0308  | lettre majuscule grecque kappa diacritique tréma |
| minuscule | κ̈               | κ◌̈                    | U+03BA U+0308  | lettre minuscule grecque kappa diacritique tréma |